# جامعة موسكو التقنية الحكومية
جامعة باومان موسكو التقنية الحكومية، ويشار لها بالعامية أحيانا «مدرسة باومان» أو «باومانكا» هي جامعة تقنية حكومية بوليتيكنيك، تقع في مدينة موسكو في روسيا. وهي أقدم وأكبر جامعة تقنية في روسيا، تمنح درجات البكالوريوس والماجستير والدكتوراة في العديد من المجالات الهندسية والعلوم التطبيقية.

## الجامعة اليوم

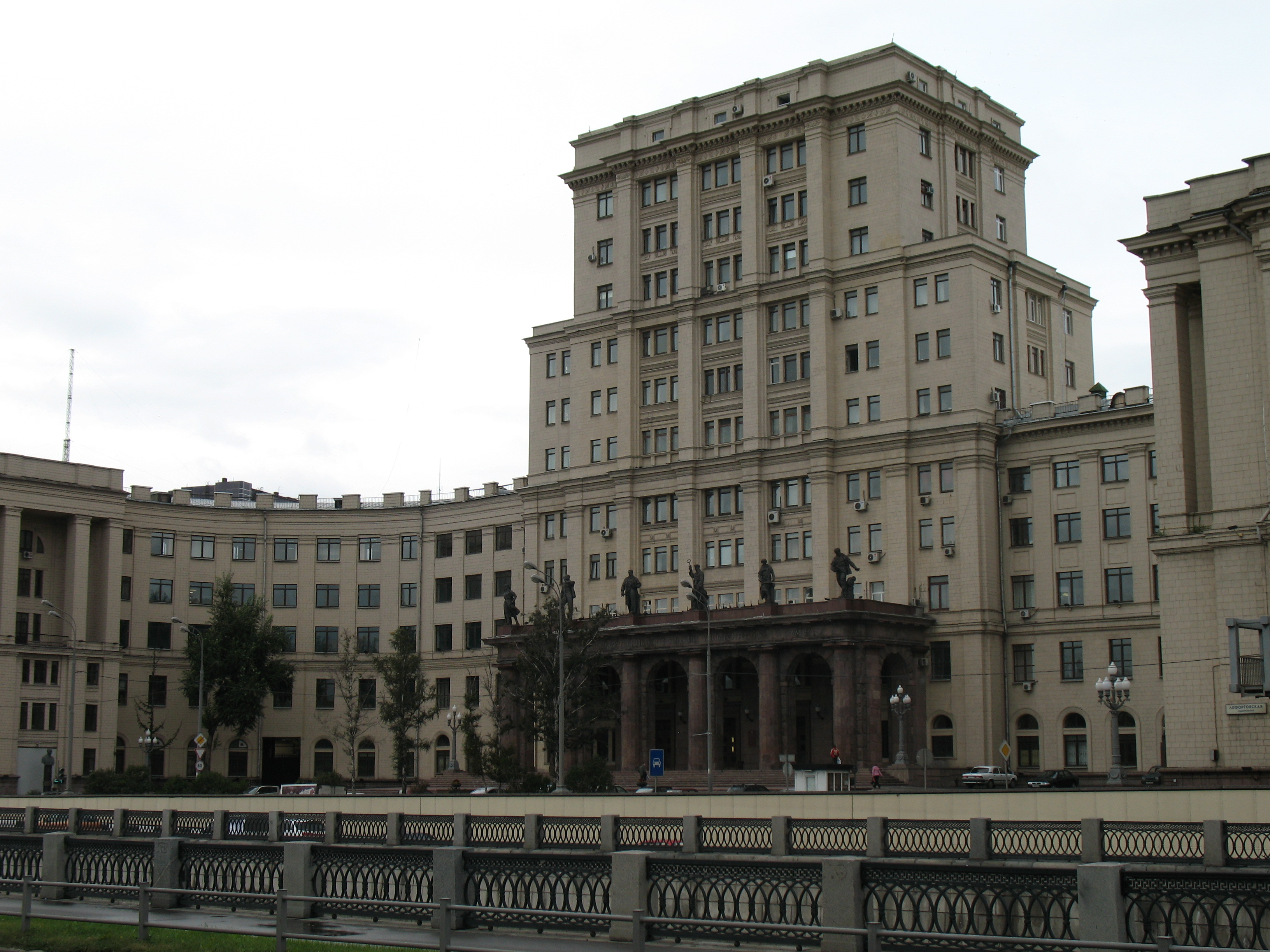
مبنى الجامعة الرئيسي

تتكون الجامعة من 19 إدارة، توفر تعليماً بدوام كامل. كما تقدم الجامعة برامج الدراسات العليا (الماجستير والدكتوراة) وتلتحق بها مدرستان ثانويتان. عدد الطلاب الدارسون في الجامعة يبلغ 19000 طالب في مختلف التخصصات الهندسية. يدرّس في الجامعة حوالي 320 من حملة شهادة «دكتور في العلوم» وهي شهادة روسية أعلى من الدكتوراة، و2000 مدرّس حاصلون على درجة مقاربة للدكتوراة. أما أهم أقسام الجامعة فهي 8 أقسام علمية وتعليمية، يتضمن كل قسم عدة إدارات تتخصص كل واحدة بحقل صناعي معين. وترتبط بالمصانع والتنظيمات الكبرى في موسكو وضواحيها وفي كالوغا. لجامعة موسكو التقنية تجربة فريدة في تعليم الطلاب ذوي الإعاقة السمعية منذ عام 1934. تقدّم الجامعة منحاً سنوية لحوالي 800-3000 طالب تشمل الإقامة المجانية في أحد مساكن الجامعة البالغ عددها 13.
تعتبر جامعة باومان إحدى الجامعات الروسية المرموقة، ومتطلبات الدراسة فيها عالية. كما تحتل المركز الأول بانتظام في التقييم الرسمي الذي تصدره الصحافة للهيئات الحكومية. تحتل جامعة باومان بانتظام المراكز الثلاث الأولى في ترتيب الخريجين الذين تسعى كبرى الشركات في روسيا لتعيينهم. قي تصنيفات الجامعات العالمية QS لعام 2011\2012، احتلت الجامعة المركز 379 في الترتيب العام والمركز 229 في قسم الهندسة وتكنولوجيا المعلومات.
يتبع لجامعة باومان مركز وطبي للأبحاث، يتم توفير التمويل للجامعة من حساب أصول\مصاريف وطني روسي مستقل عن موازنة وزارة التربية والتعليم. جامعة باومان - الجامعة التكنولوجية الوطنية - تقوم بعمل أبحاث متطورة في مجالات العلوم والتكنولوجيا. تعقد فيها اليوم 90 برنامجاً علمياً كبيراً في مختلف المجالات. والجامعة هي مؤسس مركز سكولكوفو للابتكار.
تمتاز جامعة باومان بالتعاون الوثيق مع المؤسسات الصناعية والعلمية والثقافية والتعليمية: منها أكاديمية جوكوفسكي لسلاح الجو، NAMIK TsIAMK TsAGI، وغيرها من معاهد بناء الألات والمعدات الكيميائية ومعهد التكنولوجيا الكيميائي ومعهد الفيزياء الهندسية والأكاديمية العسكرية للدفاع الكيميائي ومعهد هندسة الطاقة ومعهد الهندسة المعمارية ومعاهد صناعية وتعليمية. يهدف موظفوها إلى تحقيق إنجازات علمية وتكنولوجية جديدة.

## من أشهر الخريجين
- سيرجي كوروليوف - مهندس سوفييتي رائد في صناعة الصواريخ وتصميم المركبات الفضائية، مؤسس الملاحة الفضائية السوفيتية.
- فلاديمير شوخوف - مهندس وعالم ومعماري روسي، مخترع عملية تكسير شوخوف.
- أندريه توبوليف - مهندس طيران سوفييتي من الرواد، كبير مصممي طائرات «توبوليف».
- بافل سوخوي - مهندس فضاء سوفيتي، كبير مصممي طائرات «سوخوي» العسكرية.
- بافنوتي تشيبيشيف - عالم رياضيات وميكانيكا روسي.
- جورجي مالينكوف - رئيس وزراء اتحاد الجمهوريات الروسية الاشتراكية سابقاً
- نيكولاي يغوروفيتش جوكوفسكي - عالم روسي في الميكانيكا، مؤسس الديناميكا الهوائية الحديثة

سيرجي كوروليوفسيرجي كوروليوف
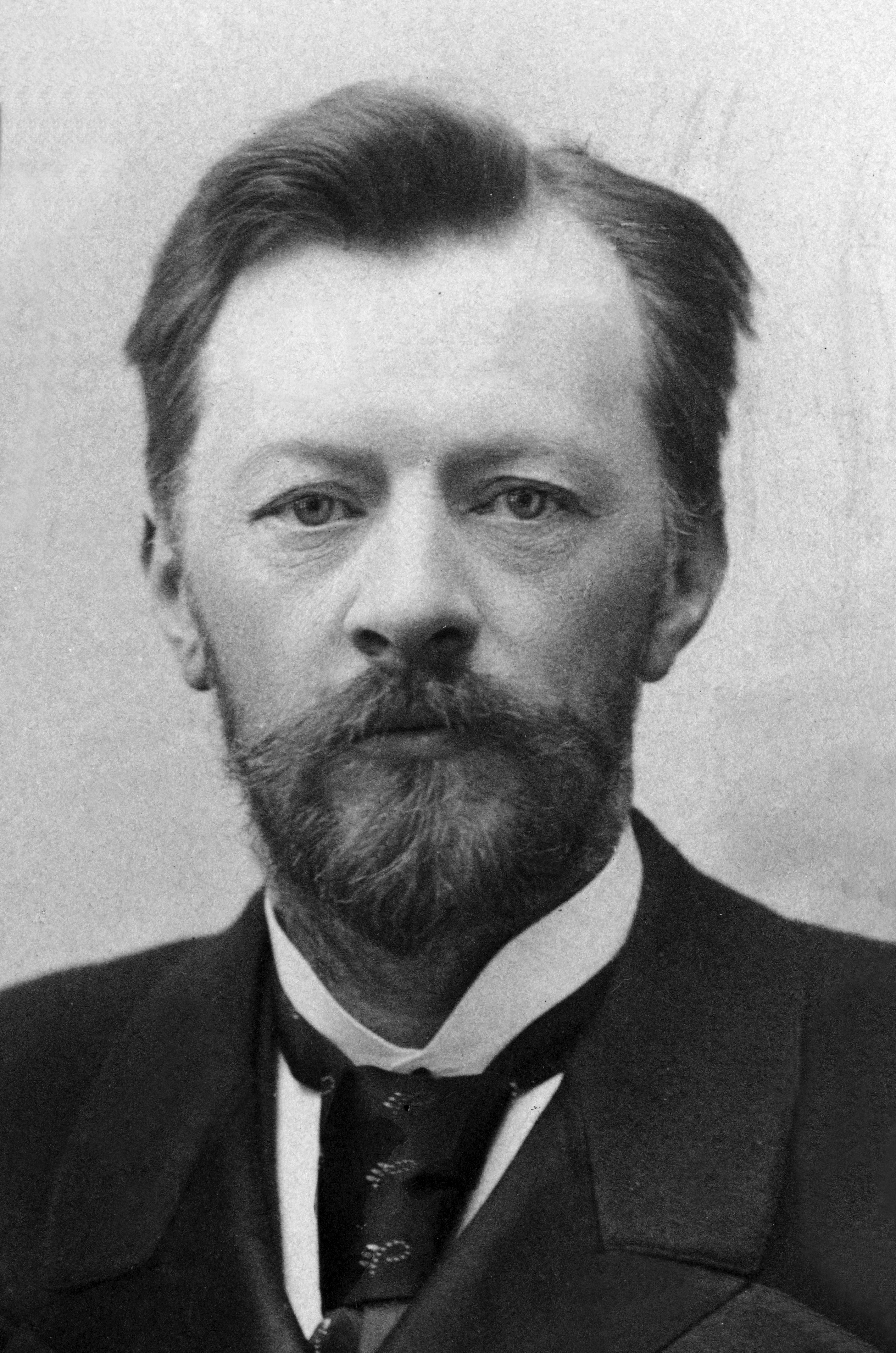
فلاديمير شوخوف
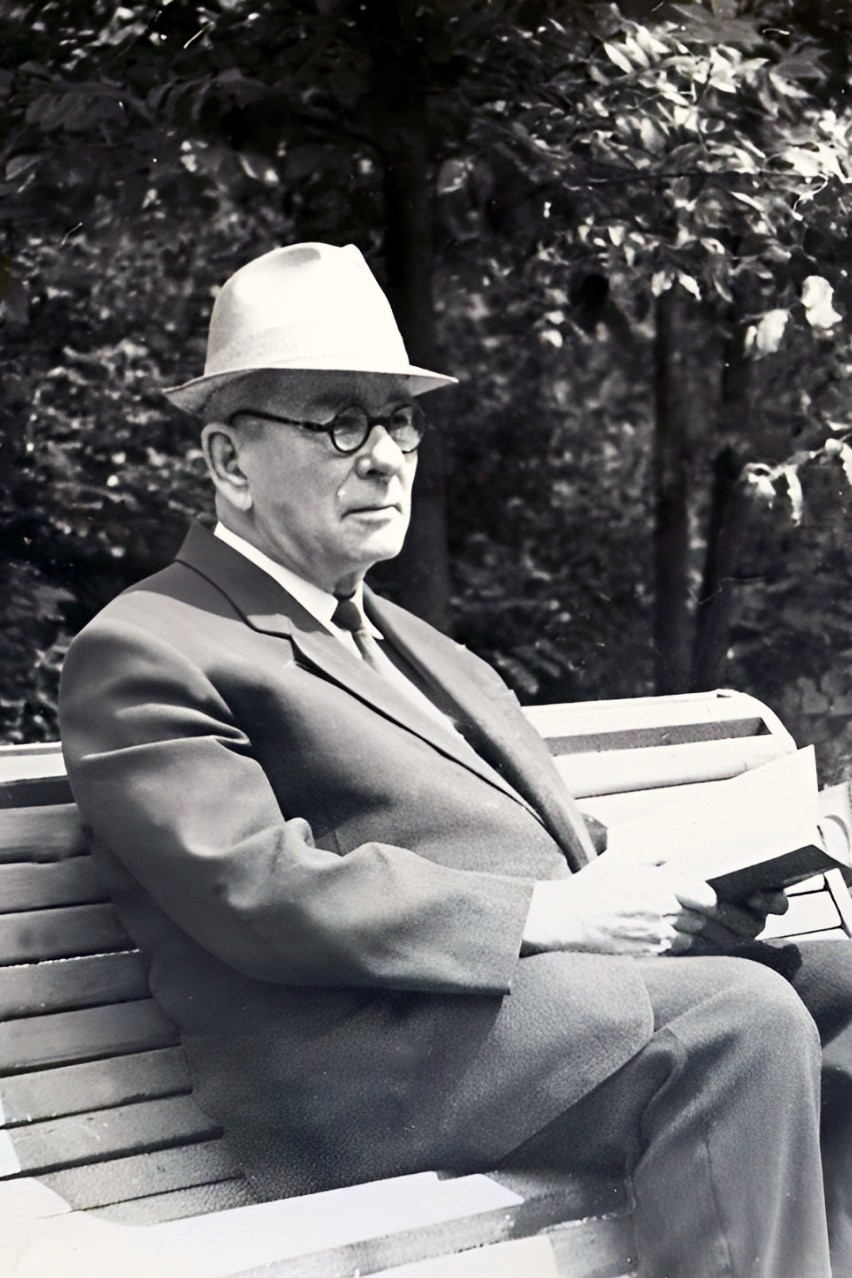
فلاديمير زوتيكوف
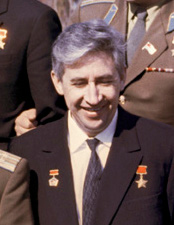
قنسطنطين فيوكتيستوف
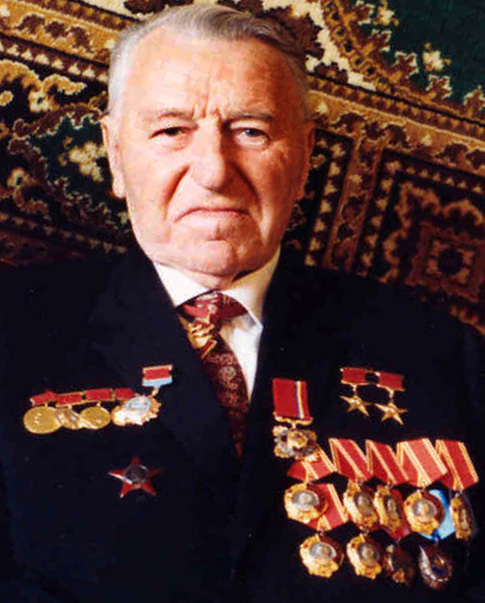
سيرجي أفاناسيف
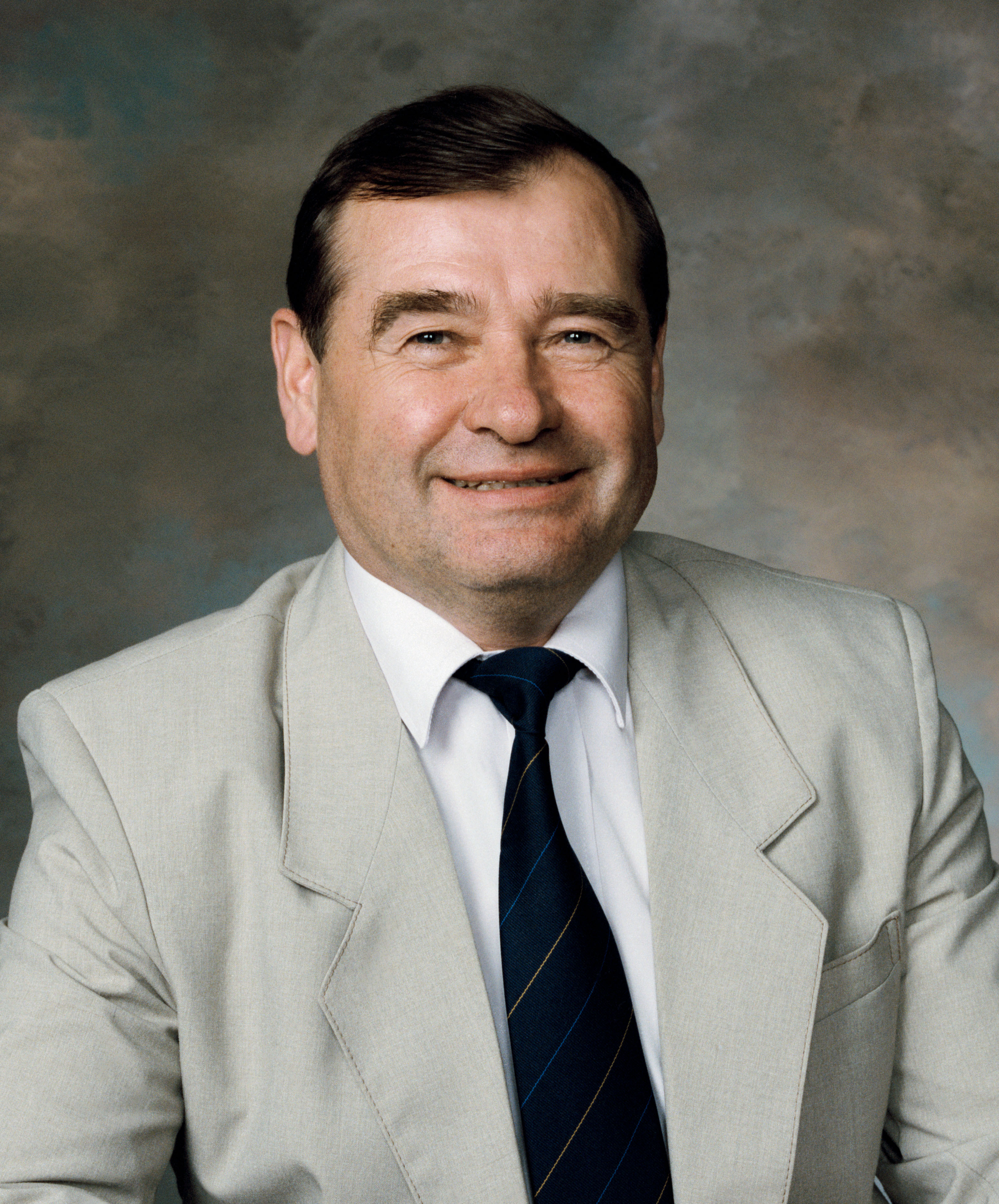
غينادي ستريكالوف
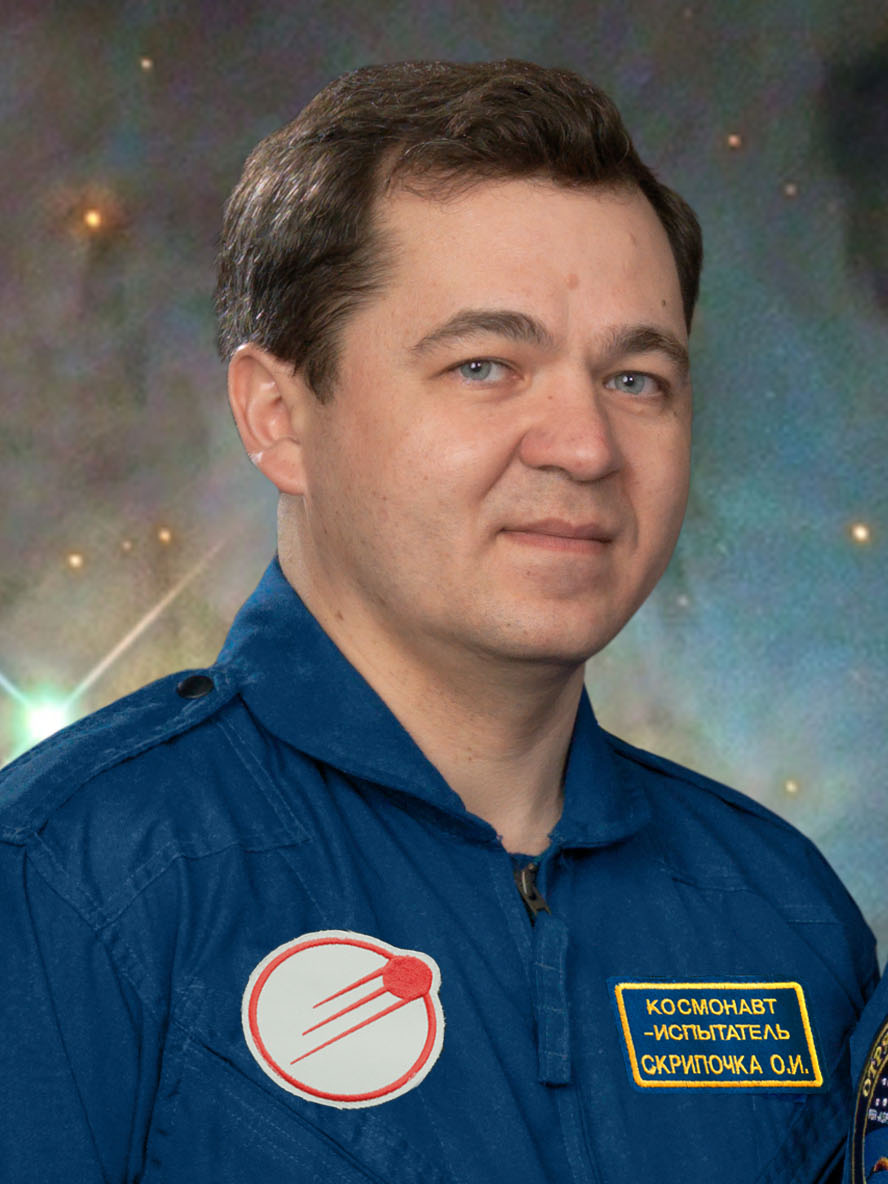
أوليغ سكريبوتشكا